# Puccinia sinica
Puccinia sinica ist eine Ständerpilzart aus der Ordnung der Rostpilze (Pucciniales). Der Pilz ist ein Endoparasit des Süßgrases Muhlenbergia longistolon. Symptome des Befalls durch die Art sind Rostflecken und Pusteln auf den Blattoberflächen der Wirtspflanzen. Sie ist ein Endemit Chinas.

## Merkmale

### Makroskopische Merkmale
Puccinia sinica ist mit bloßem Auge nur anhand der auf der Oberfläche des Wirtes hervortretenden Sporenlager zu erkennen. Sie wachsen in Nestern, die als gelbliche bis braune Flecken und Pusteln auf den Blattoberflächen erscheinen.

### Mikroskopische Merkmale
Das Myzel von Puccinia sinica wächst wie bei allen Puccinia-Arten interzellulär und bildet Saugfäden, die in das Speichergewebe des Wirtes wachsen. Aecien oder Spermogonien der Art sind nicht bekannt. Die gelblichen Uredien des Pilzes wachsen unterseitig auf den Wirtsblättern. Ihre hyalinen bis gelblichen Uredosporen sind 14–19 × 12–13 µm groß, kugelig bis eiförmig und fein stachelwarzig. Die blattunterseitig wachsenden Telien der Art sind schwärzlich, pulverig und früh offenliegend. Die haselnussbraunen Teliosporen sind zweizellig, eiförmig bis länglich und 26–38 × 12–17 µm groß. Ihre Stiele sind farblos und 170 µm lang.

## Verbreitung
Das bekannte Verbreitungsgebiet von Puccinia sinica umfasst lediglich China.

## Ökologie
Die Wirtspflanze von Puccinia sinica ist Muhlenbergia longistolon. Der Pilz ernährt sich von den im Speichergewebe der Pflanzen vorhandenen Nährstoffen, seine Sporenlager brechen später durch die Blattoberfläche und setzen Sporen frei. Die Art verfügt über einen Entwicklungszyklus, von dem bislang lediglich Telien und Uredien sowie deren Wirt bekannt sind; Spermogonien und Aecien konnten dem Pilz nicht zugeordnet werden.